# Ferizaj distrikt
Ferizajdistrikt (albanska:Rajoni i Ferizajit, serbiska:Uroševački okrugär) är ett distrikt i Kosovo. Det ligger i den sydöstra delen av landet och dess centralort är Ferizaj. Antalet invånare är 185 806.
Gjakova distrikt delas in i:
- Ferizaj
- Kaçanik
- Shtime
- Elez Hani
- Shtërpcë